# سائوبر سی۳۴
سائوبر سی۳۴ (انگلیسی: Sauber C34) یک خودروی مسابقه‌ای فرمول یک است که توسط تیم سائوبر برای شرکت در مسابقات فرمول یک فصل ۲۰۱۵ مورد استفاده قرار گرفت. مارکوس اریکسون و فلیپه نصر رانندگان خودروی سی۳۴ در مسابقات فصل ۲۰۱۵ بودند.
این خودرو در ۳۰ ژانویهٔ ۲۰۱۵ به‌صورت آنلاین در وبگاه رسمی تیم سائوبر رونمایی شد.